# گوستاوو کوئرتن
گوستاوو کوئرتن (به انگلیسی: Gustavo Kuerten)، متولد ۱۰ سپتامبر ۱۹۷۶ در فلوریانوپولیس سانتا کاتارینا تنیسوری بازنشسته از برزیل است که در گذشته در ردهٔ یک برترین تنیسورهای مرد جهان قرار داشت. او در فاصلهٔ سال‌های ۱۹۹۷ تا ۲۰۰۱، سه بار موفق به فتح آزاد فرانسه شد و در سال ۲۰۰۰ قهرمان تنیس مسترز کاپ شد. پس از ۱۲ سال حضور در تور حرفه‌ای ای‌تی‌پی، در مه ۲۰۰۸ از تنیس حرفه‌ای خداحافظی کرد.
کوئرتن هم‌چنین با نام «گوگا» شناخته می‌شود که عنوانی مستعار و مخفف رایجی برای «گوستاوو» در کشورهای پرتغالی‌زبان است. او یک چندزبانه است و قادر است به روانی زبان‌های پرتغالی، اسپانیایی، انگلیسی و فرانسوی را صحبت کند.

## ییوند به بیرون
- گوستاوو کوئرتن در وبگاه اتحادیه تنیس‌بازان حرفه‌ای
- گوستاوو کوئرتن در وبگاه دیویس کاپ

- پروفایل در tenniscorner.net
- DEUCE Magazine: The Final Kuerten (ATP Retirement Tribute)[پیوند مرده]
- وب‌گاه رسمی